# Aika Mitsui
Aika Mitsui (光井愛佳, Mitsui Aika), née le 12 janvier 1993 à Ōtsu (Shiga, Japon) est une ancienne Idol du Hello! Project, chanteuse, actrice et mannequin japonaise.

## Biographie
Aika Mitsui rejoint le populaire groupe de J-pop Morning Musume en décembre 2006, en tant que seule sélectionnée de la "huitième génération" après une audition nationale, rejointe trois mois plus tard par Jun Jun et Lin Lin. Elle participe aussi en parallèle aux groupes provisoires Athena & Robikerottsu en 2007, et Guardians 4 et Tanpopo # en 2009-2010. Elle a aussi doublé la voix d'un personnage récurrent de l'anime Kilari.
Courant 2011, elle est victime d'une fracture de la cheville qui l'empêche de participer à la tournée d'automne de Morning Musume. Quelques mois plus tard, on lui détecte une anomalie osseuse qui pourrait réveiller sa blessure si elle continuait à danser avec le groupe ; aussi, le 4 mai 2012, elle annonce son départ prochain du groupe. Elle le quitte le 18 mai suivant, en même temps que Risa Niigaki, mais poursuit cependant ses activités artistiques en solo au sein du Hello! Project.
En novembre 2018, sont annoncés la fin du contrat de Mitsui avec Up-Front et le Hello! Project ainsi que son retrait de l'industrie du divertissement de manière générale ; elle vit actuellement à l'étranger, en Nouvelle-Zélande, pour étudier les langues étrangères et la gastronomie et a déclaré poursuivre cette nouvelle voie.

## Groupes
A sein du Hello! Project
- Morning Musume (2006-2012)
- Athena & Robikerottsu (2007-2008)
- Wonderful Hearts (2008–2009)
- Guardians 4 (2009-2010)
- Tanpopo # (2009)
- Muten Musume (2010)
- Ganbarō Nippon Ai wa Katsu Singers (2011)
- Hello! Project Mobekimasu (2011–2012)
- Green Fields (2012-2013)

## Discographie

### Avec Morning Musume
Singles
- 14 février 2007 : Egao Yes Nude
- 25 avril 2007 : Kanashimi Twilight
- 25 juillet 2007 : Onna ni Sachi Are
- 21 novembre 2007 : Mikan
- 16 avril 2008 : Resonant Blue
- 24 septembre 2008 : Pepper Keibu
- 18 février 2009 : Naichau Kamo
- 13 mai 2009 : Shōganai Yume Oibito
- 12 août 2009 : Nanchatte Ren'ai
- 28 octobre 2009 : Kimagure Princess
- 10 février 2010 : Onna ga Medatte Naze Ikenai
- 9 juin 2010 : Seishun Collection
- 17 novembre 2010 : Onna to Otoko no Lullaby Game
- 6 avril 2011 : Maji Desu ka Suka!
- 18 mai 2011 :  Only You
- 14 septembre 2011 : Kono Chikyū no Heiwa wo Honki de Negatterun da yo!
- 25 janvier 2012 : Pyoco Pyoco Ultra
- 11 avril 2012 : Ren'ai Hunter

Albums
- 21 mars 2007 :  Sexy 8 Beat
- 26 novembre 2008 :  Cover You  (reprises)
- 18 mars 2009 :  Platinum 9 Disc
- 17 mars 2010 :  10 My Me
- 1er décembre 2010 :  Fantasy! Jūichi
- 12 octobre 2011 :  12, Smart

(+ compilations du groupe)

### Autres participations
Singles
- 14 novembre 2007 : Shōri no Big Wave! (avec Athena & Robikerottsu)
- 14 février 2008 : Seishun! Love Lunch (avec Athena & Robikerottsu)
- 27 mai 2009 : Omakase Guardian (avec Guardians 4)
- 2 septembre 2009 : School Days (avec Guardians 4)
- 18 novembre 2009 : Party Time / Watashi no Tamago (avec Guardians 4)
- 20 janvier 2010 : Going On! (avec Guardians 4)
- 27 octobre 2010 : Appare Kaiten Zushi! (avec Muten Musume)
- 22 juin 2011 : Ai wa Katsu (avec Ganbarou Nippon Ai wa Katsu Singers)
- 16 novembre 2011 : Busu ni Naranai Tetsugaku (avec Hello! Project Mobekimasu)
- 7 novembre 2012 : Forefore ~Forest For Rest~ / Boys be ambitious! (フォレフォレ~Forest For Rest~) (DIY♡ / Green Fields)
- 3 avril 2013 : Tokainaka no kare / haru wa kuru (avec Green Fields)

### Autres chansons
- 15 juillet 2009 : Akai Sweet Pea (Chanpuru 1 ~Happy Marriage Song Cover Shū~) du Hello! Project avec Tanpopo #
- 5 novembre 2009 : Umbrella (Petit Best 10) du Hello! Project avec Tanpopo #

## Filmographie
Films
- 2011 : Real Kakurenbo Final (リアル隠れんぼファイナル)
- 2011 : Keitai Deka The Movie 3: Morning Musume Kyuushutsu Daisakusen! ~ Pandora no Hako no Himitsu~ (ケータイ刑事　THE　MOVIE3　モーニング娘。救出大作戦！～パンドラの箱の秘密)

Dramas
- 2010 : Hanbun Esper (半分エスパー)

Animés
- 2007 : Kirarin☆Revolution (きらりん☆レボリューション)

Internet
- 2011 : Michishige Sayumi no "Mobekimasutte Nani??" (道重さゆみの『モベキマスってなに？？』)

## Divers
Programmes TV
- 2007 : Hello! Morning (ハロー! モーニング)
- 2007–2008 : Haromoni@ (ハロモニ@)
- 2008 : Berikyuu! (ベリキュー!)
- 2008–2009 : Yorosen! (よろセン!)
- 2010–2011 : Bijo Gaku
- 2011–2012 : HELLOPRO! TIME (ハロプロ！ＴＩＭＥ)
- 2012– : Hello! SATOYAMA Life (ハロー！ＳＡＴＯＹＡＭＡライフ)

DVD
- 26 janvier 2011 : Mittsi (みっつぃー)

Comédies musicales et théâtres
- 2008 : Cinderella the Musical (シンデレラ the ミュージカル)
- 2010 : Fashionable (ファッショナブル)
- 8 au 12 mai 2013 : Okujou Wonderland (屋上ワンダーランド)

Radio
- 2007-2008 : Morning Musume Mitsui Aika no, Ai say hello (モーニング娘。光井愛佳の、愛 say hello)
- 2012- : Young Town (ヤングタウン)

Photobooks
- 26 janvier 2011 : Aika (愛佳)